# Territoire de l'Idaho
1863–1890
Entités précédentes :
- Territoire de Washington
- Territoire de l'Oregon
- Territoire du Dakota

Entités suivantes :
- Idaho
- Territoire du Montana
- Territoire du Wyoming

Le territoire de l'Idaho (Idaho Territory) était un territoire organisé des États-Unis qui exista de 1863 à 1890.

## Histoire

### Années 1860
Le territoire fut officiellement organisé le 4 mars 1863 par un Act du Congrès américain, et signé par le président Abraham Lincoln. Il fut créé à partir de territoires couvrant les États actuels de l'Idaho, du Montana et de la quasi-totalité du Wyoming : 
- la zone à l'ouest du Continental Divide (ligne continentale de séparation des eaux) jusqu'à la Snake River et au 117e méridien était auparavant une partie territoire de Washington
- la zone à l'est du Continental Divide jusqu'à longitude de 104°03W, faisait partie du territoire du Dakota.

La première capitale territoriale était Lewiston.
Bien que le massacre de Bear River de 1863 dans l'actuel comté de Franklin soit considéré comme la bataille la plus à l'ouest de la guerre de Sécession, le bouleversement provoqué par cette guerre civile et la Reconstruction qui a suivi était un problème quelque peu éloigné pour les habitants du comparativement plus stable territoire de l'Idaho, une situation qui encouragea l'arrivée et l'implantation des nouveaux migrants.

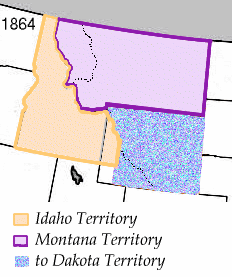
Le territoire du Montana (en violet) et ceux rétrocédés au territoire du Dakota (en mauve).

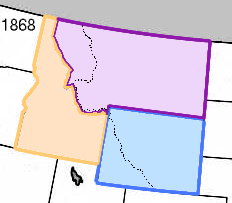
Territoires de l'Idaho (en jaune), du Montana (en violet) et du Wyoming (en bleu) en 1868

En 1864, le territoire du Montana fut organisé à partir de la section nord-est du territoire : au nord de la latitude du 46°30'N (jusqu'au 111e méridien) et sur le versant oriental du Continental Divide, intégrant aussi le territoire situés entre celui-ci et la chaine de Bitteroot. 
La même année, la plupart du sud-est du territoire situé sur le versant oriental du Continental Divide, ainsi que ceux du versant occidental à l'est de la latitude du 110°03' W, fut rétrocédé au territoire du Dakota.
Boise devint capital territoriale à partir de 1865.
À la fin des années 1860, le territoire de l'Idaho devint une destination pour les Démocrates du Sud qui avaient combattu pour les États confédérés durant la guerre de Sécession. Ils seront très bien représentés dans les premières législatures du territoire et s'affronteront souvent avec les gouverneurs républicains du territoire qui étaient nommés par Washington. Ces conflits politiques devinrent particulièrement malfaisants en 1867, quand le Gouverneur David W. Ballard demanda la protection des troupes fédérales stationnées à Fort Boise contre la législature territoriale. À partir de 1870, cependant, ces combats politiques diminuèrent fortement. 
En 1868, les territoires à l'est du 111e méridien furent rattachés au territoire du Wyoming nouvellement créé à partir des terres qui avaient été rétrocédées quatre ans auparavant au territoire du Dakota. Le territoire de l'Idaho prit alors les frontières qui sont celles de l'État actuel.
La découverte d'or, d'argent et d'autres minerais de valeur à travers l'Idaho dans les années 1860 ainsi que l'achèvement du premier chemin de fer transcontinental en 1869, amena beaucoup de nouvelles populations dans le territoire, dont des Chinois venus travailler dans les mines. À l'approche de l'accession au statut d'État, les mines et les autres industries d'extraction devinrent de plus en plus importantes dans l'économie locale. Avant les années 1890, par exemple, l'Idaho exportait plus de plomb que tout autre État.

### Années 1870
La construction d'une prison territoriale de l'Idaho débuta en 1870 et fut terminée en 1872. La prison fut utilisée par le territoire puis par l'État jusqu'en 1973. Le Old Idaho State Penitentiary fut inscrit sur le Registre national des lieux historiques en 1974 pour sa signification en tant que prison territoriale. Le site comprend désormais des musées et un arboretum.

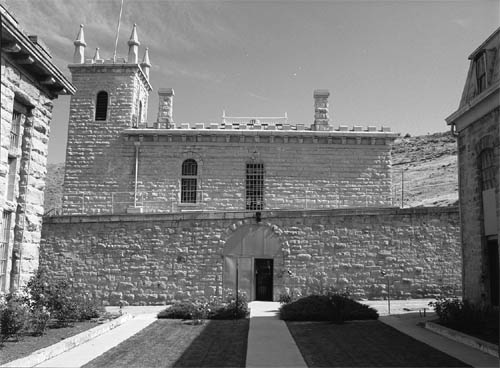
Entrée du vieux pénitencier

Presque aussitôt après la création du territoire, un système d'écoles publiques fut créé et des lignes de diligence furent établies. Des journaux réguliers étaient publiés à Lewiston, Boise et Silver City vers 1865. La première ligne de télégraphe atteint Franklin en 1866, Lewiston étant la première ville du Nord de l'Idaho reliée, en 1874. Le premier coup de téléphone vers le Nord-Ouest Pacifique fut donné le 10 mai 1878 à Lewiston.
Bien que formant une minorité non négligeable, les Mormons de l'Idaho étaient tenus en suspicion par les autres habitants du territoire. En 1882, les notables et autres personnalités idahoanes influentes réussirent à priver du droit électoral les électeurs mormons du territoire, invoquant leur pratique illégale de la polygamie. L'Idaho réussit à devenir un État américain six ans avant l'Utah, territoire pourtant qui avait une population plus nombreuse et avait été colonisé depuis plus longtemps, mais était majoritairement mormon, avec des électeurs polygames.

### Années 1880
Après la controverse sur le transfert de la capitale, les propositions pour scinder le territoire en deux régions prirent de l'ampleur. En 1887, le territoire de l'Idaho était près d'une disparition légale mais, faveur faite au gouverneur Edward A. Stevenson, le président américain Grover Cleveland refusa de signer une loi qui aurait partagé le territoire entre le territoire de Washington au nord et le Nevada au  sud. 
En 1889, l'université de l'Idaho fut attribuée à la ville du nord de Moscow au lieu de l'emplacement premier, prévu à Eagle Rock (maintenant Idaho Falls) dans le sud. Cela a contribué à atténuer certains ressentiments des habitants du Panhandle de l'Idaho d'avoir perdu la capitale.
Le territoire a été admis dans l'Union comme État de l'Idaho le 3 juillet 1890.

## Gouverneurs

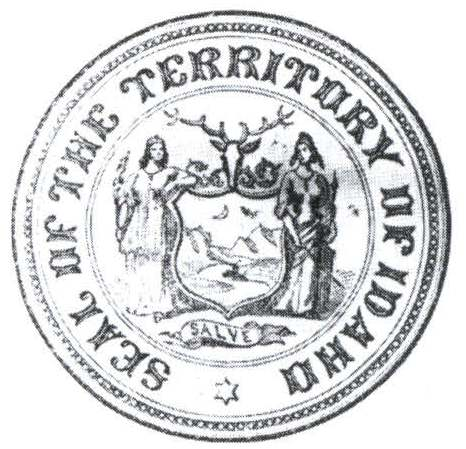
Sceau du territoire de l'Idaho 1866-1890

- 1863-1864 : William H. Wallace
- 1864-1866 : Caleb Lyon
- 1866-1870 : David W. Ballard
- 1870 : Samuel Bard
- 1870-1871 : Gilman Marston
- 1871 : Alexander H. Connor
- 1871 : Thomas M. Bowen
- 1871-1875 : Thomas W. Bennett
- 1875-1876 : David P. Thompson
- 1876-1878 : Mason Brayman
- 1878-1880 : John P. Hoyt
- 1880-1883 : John Baldwin Neil
- 1883-1884 : John N. Irvin
- 1884-1885 : William M. Bunn
- 1885-1889 : Edward A. Stevenson
- 1889-1890 : George L. Shoup

## Source
- (en) Cet article est partiellement ou en totalité issu de l’article de Wikipédia en anglais intitulé « Idaho Territory » (voir la liste des auteurs).